# كوي يوانيوان
كوي يوانيوان (بالصينية: 奎媛媛) هي لاعبة جمباز فني صينية سابقة ولدت في يوم 23 يونيو 1981. نافست في دورة الألعاب الأولمبية الصيفية 1996 و2000. أبرز إنجازاتها هو فوزها بالميدالية الذهبية في بطولة العالم في سنة 1996 في بورتوريكو.